# 21559 Цзін'юаньло
21559 Цзін'юаньло (21559 Jingyuanluo) — астероїд головного поясу, відкритий 24 серпня 1998 року.
Тіссеранів параметр щодо Юпітера — 3,337.